# Janez Dekleva
Janez Dekleva, slovenski inženir elektrotehnike, * 4. januar 1925, Ljubljana, † 2011.
Diplomiral je 1949 na ljubljanski Fakulteti za elektrotehniko in 1956 promoviral za doktorja tehniških znanosti. V letih 1951−1963 je bil vodja laboratorija na Institutu "Jožef Stefan" v Ljubljani; vmes se je strokovno izpopolnjeval na harvardski univerzi. V letih 1963−1968 je bil profesor na Fakulteti za elektrotehniko v Splitu, 1968-1970 profesor na Visoki tehniški šoli v Zagrebu in 1970-1974 direktor Prometnega inštituta v Ljubljani. Leta 1974 je bil izvoljen za rednega profesorja na ljubljanski Fakulteti za strojništvo. Sam ali v soavtorstvu je napisal več znanstvenih del iz elektrotehnike in informacijskega sistema in jih objavil v domači in tuji strokovni literaturi